# AMUSIC MORNING
『AMUSIC MORNING』（アミュージック・モーニング）は、FM802が月曜日から木曜日の朝に放送していたラジオ番組。

## 概要
FM802の開局から約10年間にわたり放送されたモーニングショー。1999年9月をもって、ジーン長尾がニュージーランドへの永住を発表し、番組は終了。金曜日の「FRIDAY AMUSIC ISLANDS」を担当していたヒロ寺平による『HIRO T'S MORNING JAM』に番組のフォーマットごと引き継がれた。
なお、2010年4月にFM802と業務提携したFM COCOLOでは当番組のリバイバルである『AMUSIC MORNING 765』（アミュージック・モーニング・ナナロクゴ。月〜木 7:00 - 10:00）が放送され、ジーン長尾が4月の1ヶ月間限定でDJに復活した。

## 番組フォーマット
- 06:00 時報とともにスタート
- 06:05 ニュース、天気予報
- 06:40 交通情報
- 07:00 時報・オープニング
- 07:05 ニュース、天気予報
- 07:17 交通情報
- 07:20 - 07:50

Lipo-D SOUND FUCTORY(07:35 交通情報)
- 07:50 交通情報
- 07:57 ニュース、天気予報
- 08:02 お誕生日のコーナー
- 08:07 交通情報
- 08:20 - 08:50

TOYOTA LIFE TODAY(08:35 交通情報)
- 08:50 ニュース、交通情報
- 09:00 時報、リクエスト
- 09:15 交通情報
- 09:25 ゲストコーナー（随時）
- 09:54 エンディング

## 主なコーナー
Lipo-D SOUND FUCTORY
TOYOTA LIFE TODAY